# سكوتي بارنز
سكوتي بارنز (بالإنجليزية: Scottie Barnes)‏ هو لاعب كرة سلة أمريكي يلعب في مركز لاعب هجوم صغير الجسم أو لاعب هجوم قوي الجسم في نادي تورونتو رابتورز.

## روابط خارجية
- سكوتي بارنز على موقع الاتحاد الدولي لكرة السلة (الإنجليزية)
- سكوتي بارنز على موقع إن بي أي (الإنجليزية)
- سكوتي بارنز على موقع سبورتس رفرنس (الإنجليزية)
- سكوتي بارنز على موقع كرة السلة الأوروبية.كوم (الإنجليزية)
- سكوتي بارنز على موقع كلية كرة السلة في سبورتس رفرنس.كوم (الإنجليزية)
- سكوتي بارنز على موقع ريلجم (الإنجليزية)
- سكوتي بارنز على موقع بروبوليرز (الإنجليزية)